# メルセデス・ベンツ・Sクラス
メルセデス・ベンツ・Sクラス（Mercedes-Benz S-Class ）は、ドイツの自動車メーカーであるメルセデス・ベンツ・グループがメルセデス・ベンツブランドで展開している高級乗用車である。Fセグメントに属し、同ブランドのフラグシップモデルである。

## 概要
下位にEクラスが存在し、メルセデス・ベンツ・グループの販売する車種では上位にマイバッハが存在する。Sクラスをベースとした派生モデルとしてクーペがある。このクーペは、かつてCLクラスの呼称を与えられていた。
元々、メルセデス・ベンツブランドの最高峰に位置していたため、従来はショーファードリブンカー（運転手による運転）を強く意識したパッケージングであったが、2002年により高額なマイバッハが登場したことにより、Sクラスはオーナードリブンカーとしての色彩を強くすることとなった。
2006年、日本においては8,078台が新規登録された。これは、メルセデス・ベンツのモデルの中ではEクラス（9,639台）に次ぐ第2位である。以下、Cクラス（8,042台）、Bクラス（7,189台）が続く（統計情報、日本自動車輸入組合）。ただし、当年はW221型デビュー直後の新車効果と、Cクラス（W203系）がモデル末期だったことを考慮する必要がある。

## 歴史（Sクラス以前）
Sクラスがフラグシップモデルに位置することから、「Sクラス」の呼称が用いられる以前のメルセデス・ベンツの以下の車種は、Sクラスの源流であると考えられる。

### タイプ220 W187（1951年-1955年）

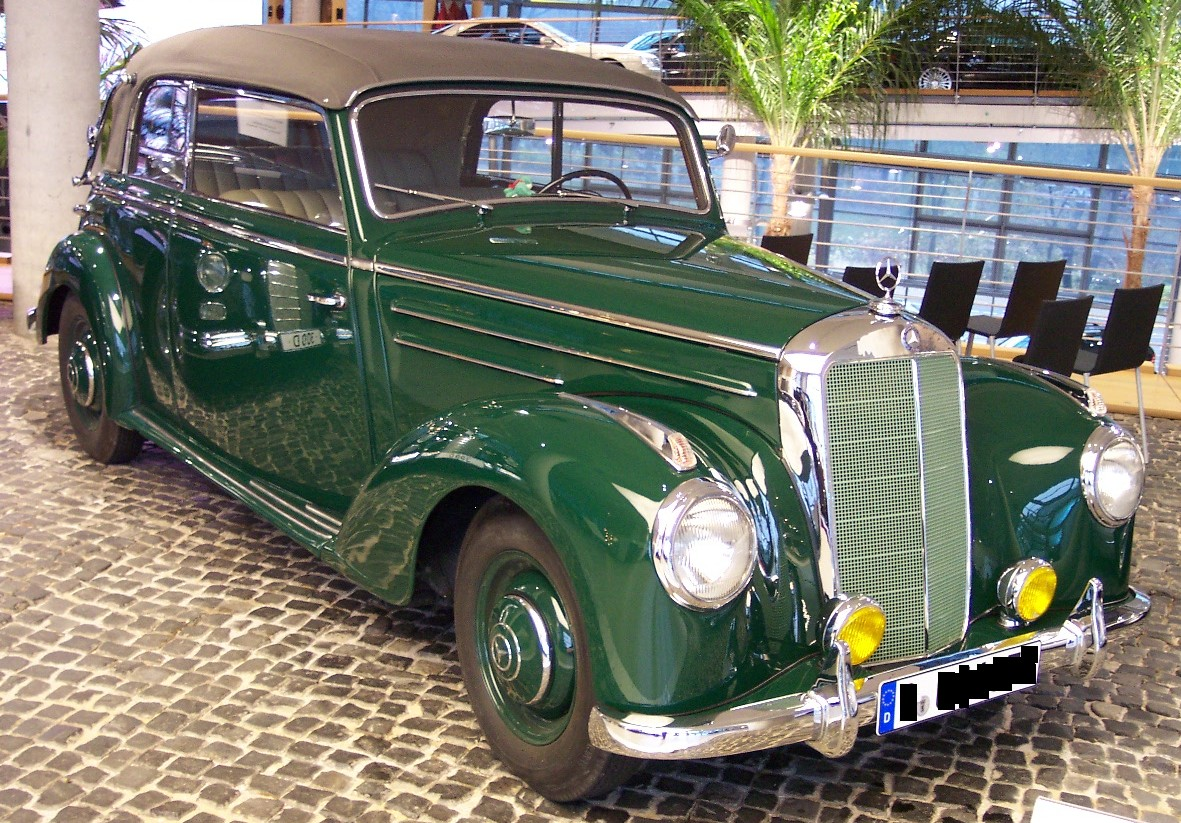
W187

タイプ220 (W187) は、1951年のフランクフルトモーターショーで初公開された。第二次世界大戦後の復興初期は多気筒型のメルセデス乗用車の系譜が途絶えており、西ドイツ市場の中級6気筒車のシェアは戦後いち早く生産再開したオペル・カピテーンに蚕食されていた。その対抗車として開発されたW187は、戦前以来唯一生産の続いていたメルセデスで4気筒モデルの170V（W136シリーズ）をベースに、シャーシ・ノーズを延長して埋め込み式ヘッドライトを採用、6気筒エンジン搭載型とした過渡的モデルである。搭載されたエンジンは新たに開発された2,195ccのSOHC直列6気筒（直6）エンジンで82HPの高出力を発揮し最高速度140km/hを可能にした（当時のカピテーンは2.5L級だが出力58HPに留まり、メルセデスの優位性が際だった）。ボディは4ドアセダン、2ドアクーペ、2ドアカブリオレがラインナップされていた。

### タイプ300 W186/W188/W189（1951年-1960年）

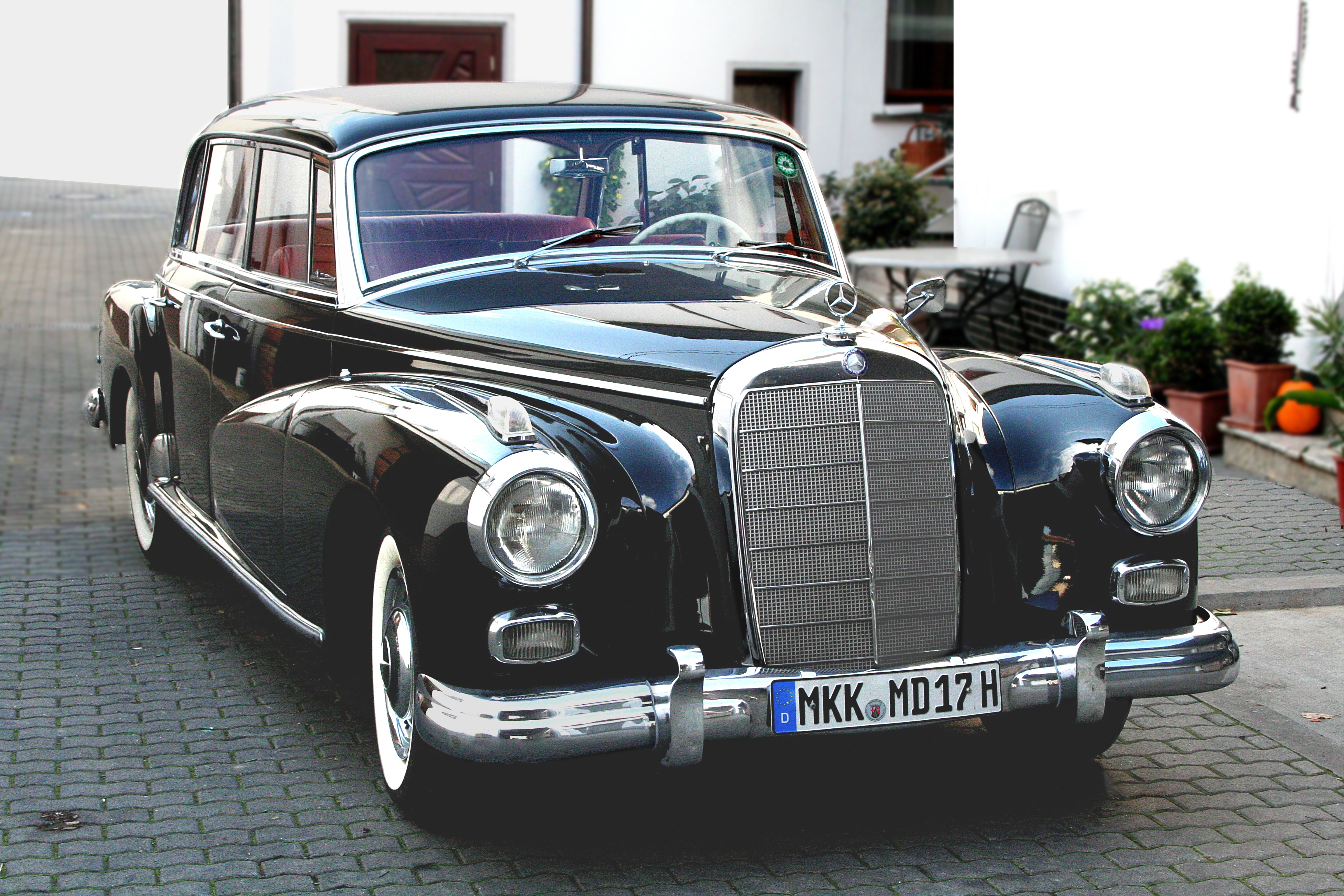
W189 300dリムジン

タイプ300 (W186/W188/W189) は、1951年のフランクフルトモーターショーでタイプ220 (W187) と同時にデビューした。急造車のタイプ220とは異なり、当初から大型高級乗用車として新設計されたニューモデルであるが、デザインは戦前形と戦後式の完全なフルワイズボディの間を行く折衷的なものであった。3連キャブレターを装備した3L・SOHC直列6気筒エンジンを搭載し、最高出力115HP、最高速度160km/hの高性能を達成した。ボディは4ドアセダン、2ドアクーペ、2ドアカブリオレの他、リムジンがラインナップされていた。戦後のメルセデス最初のフラッグシップモデルで、その性能と高い品質により、同社が世界の高級車市場に復帰したことを示す記念碑的な存在となった。改良を受けながら1950年代を通じて長期生産され、輸出市場でも大きな成功を収めた。また、その先進的なパワーユニットは、高性能スポーツカー・300SL(W198)系開発のベースともなった。4ドアモデルは（リムジンも含め）西ドイツの初代連邦首相コンラート・アデナウアーに公私に渡って愛用されており、「アデナウアー」の異名でも知られている。

### Ponton W105/W180/W128（1955年-1961年）

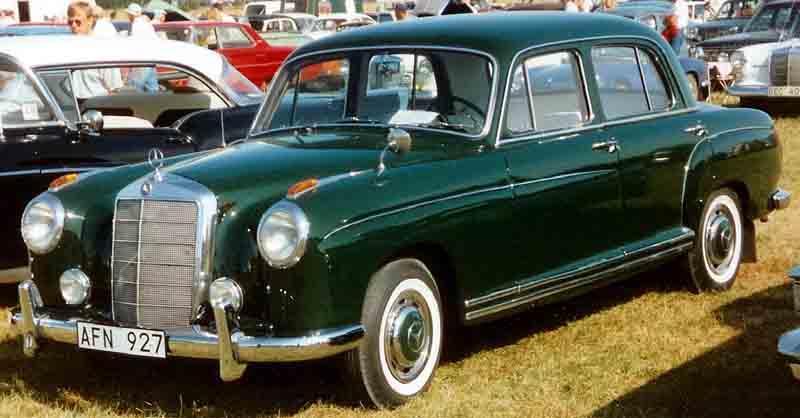
W180/W128 220リムジン

1955年にデビュー。丸みを帯びたボディ形状から“Ponton（ポントン）”と、日本では、”ダルマベンツ”と呼ばれた。エンジンは2.2L直6で、ボディは4ドアセダン、2ドアクーペ、2ドアコンバーチブルがラインナップされていた。
1958年には、後期型のW128が登場し、1961年まで製造された。

### フィンテール W111/W112（1959年-1971年）

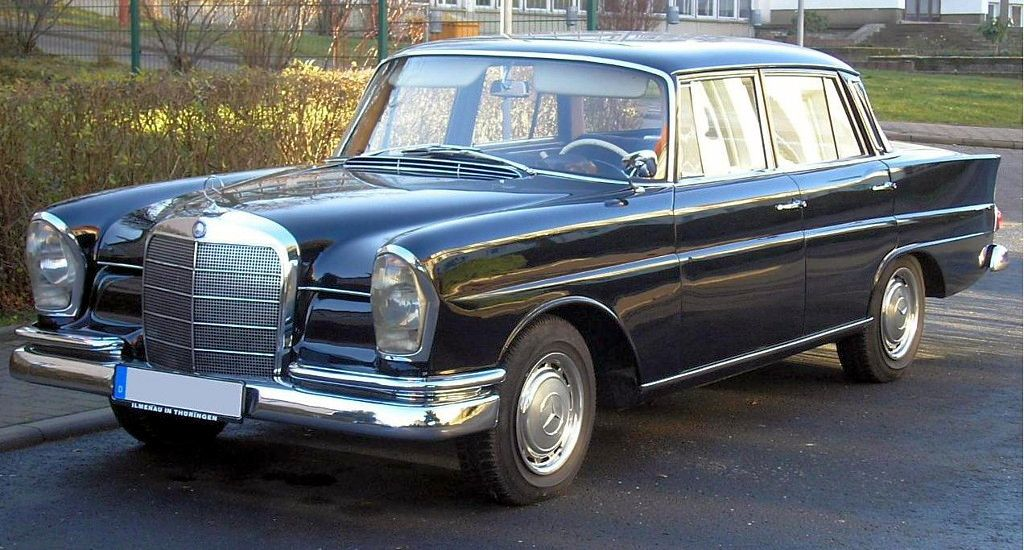
W111

W111は1959年にデビュー。米国製キャデラックなどに影響を受けたとされる、後部のテールフィンから“Fintail（フィンテール。日本ではハネベン）”と呼ばれた。エンジンは2.2L直6で、ボディは先代と同じ4ドアセダン、2ドアクーペ、2ドアコンバーチブルだった。
1961年に、エアーサスペンションと3L直6のエンジンを搭載したW112が追加される。1965年、後継のW108が発売されることに伴い、W112のセダンの生産終了。次いで1968年、W111のセダンも生産終了するが、クーペ、コンバーチブルは改良を受け、1971年まで継続生産された。
なお、同じプラットホームを持つW110があるが、こちらはEクラスの系統とする説が有力になっている。

### タイプ600 W100（1963年-1981年）
W112のリムジンの後継モデルで、W108/W109の原型となったモデル。

### W108/W109（1965年-1972年）

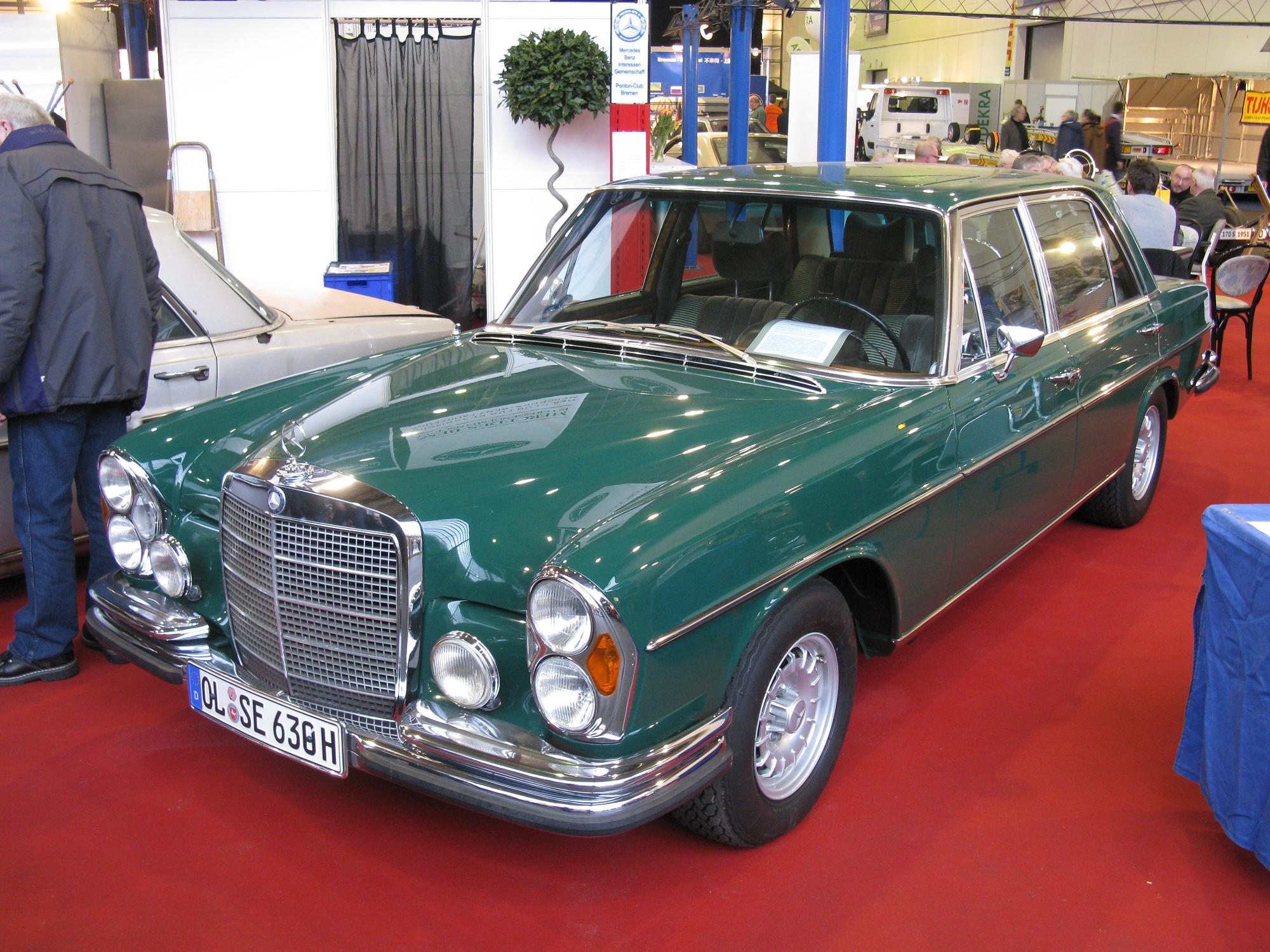
Mercedes-Benz 300 SEL 6.3 (W109)

1965年にデビュー。スタイルは、一見キープコンセプトのようにも見えるが、W111の特徴であったテールフィンがなくなり、現代的なスタイルになった。このモデルから、2種類のホイールベースが用意されるようになる。W109の300SELはロングホイールベースを示すLが末尾につく。
W108はコイルスプリングサスペンション仕様に対し、W109はエアーサスペンション仕様である。
ボディはセダンのみで、クーペとコンバーチブルは先代のW111/W112 (Fintail) が継続生産のため、ラインナップにはない。エンジンは直6の3Lと2.5Lが用意された。1967年、当時の最上級モデルであるメルセデス・ベンツ・600に搭載されていた6.3リッターV8気筒の「M100」エンジンをそれより700kg以上も軽い300SELの車体に載せた300SEL 6.3が追加され、ベンツのフラグシップモデルとなった。
年次改良では、1968年に直6の2.5Lが2.8Lとなり、モデル末期までにW109のエンジンは全てV8に変更されている。

#### モータースポーツでの活躍
- 300SEL AMG 6.8[1]

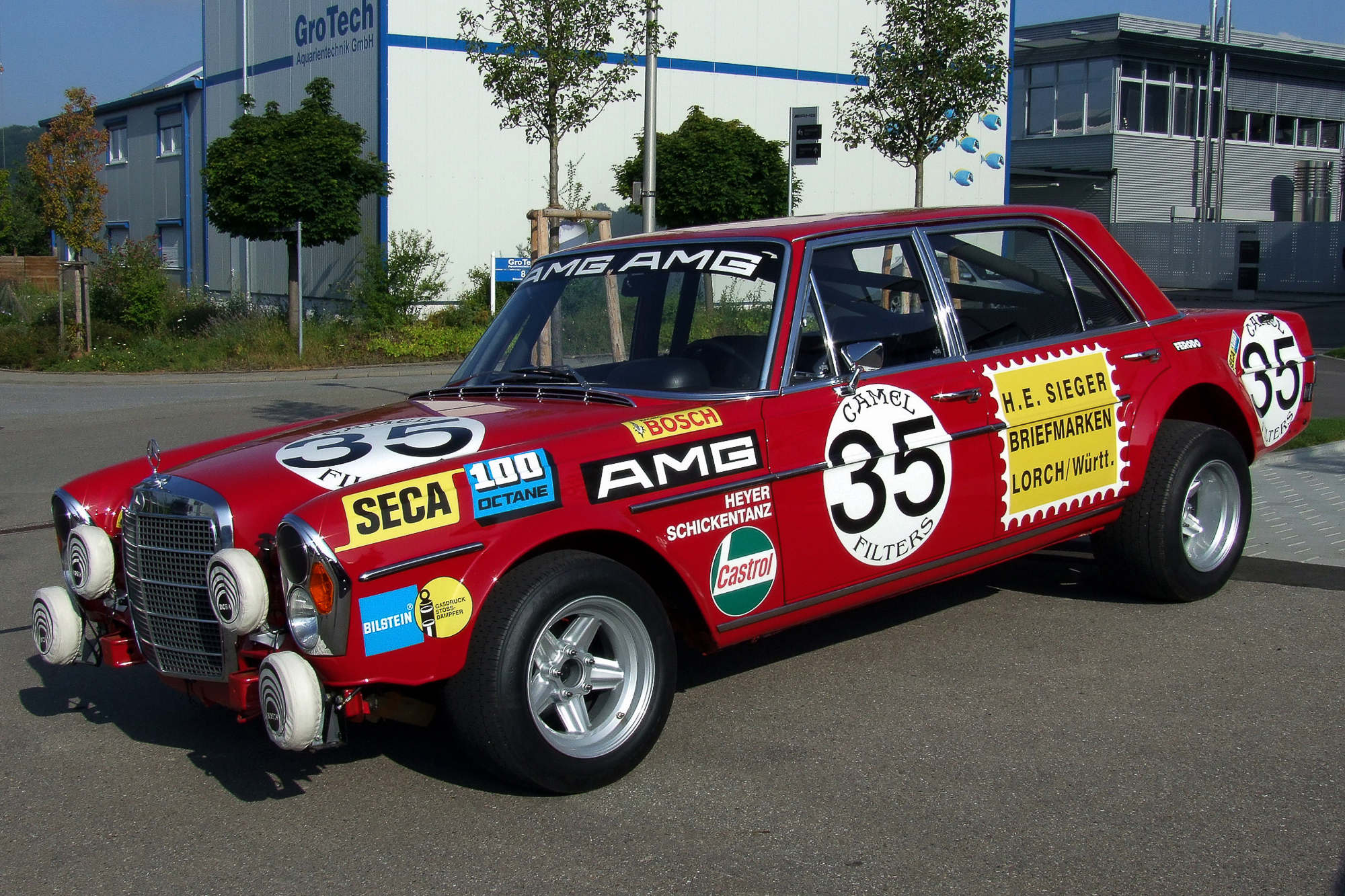
300SEL AMG 6.8 "Rote Sau"

当時設立間もないレース用エンジンの開発会社であったAMGは、300SEL 6.3(W109)の軽量さに目をつけ、同車の耐久レース仕様を製作した。6.3 Lエンジンを6.8 Lまで排気量アップするため、インテークバルブの大口径化、カムシャフトとロッカーアームとピストンをAMG製のものに交換するなどチューニングを施し、最高出力と最大トルクは428 PS / 62 kgmにまで高められ、1971年のスパ・フランコルシャン24時間レースに初出場しクラス優勝、総合2位を獲得した。この成功により、AMGの元にはモアパワーを求めるメルセデス・オーナーが殺到。やがてAMGは正式なワークス・チームとしての活動を得ることとなった。

## 歴史（Sクラス）

### 初代 W116（1972年-1980年）

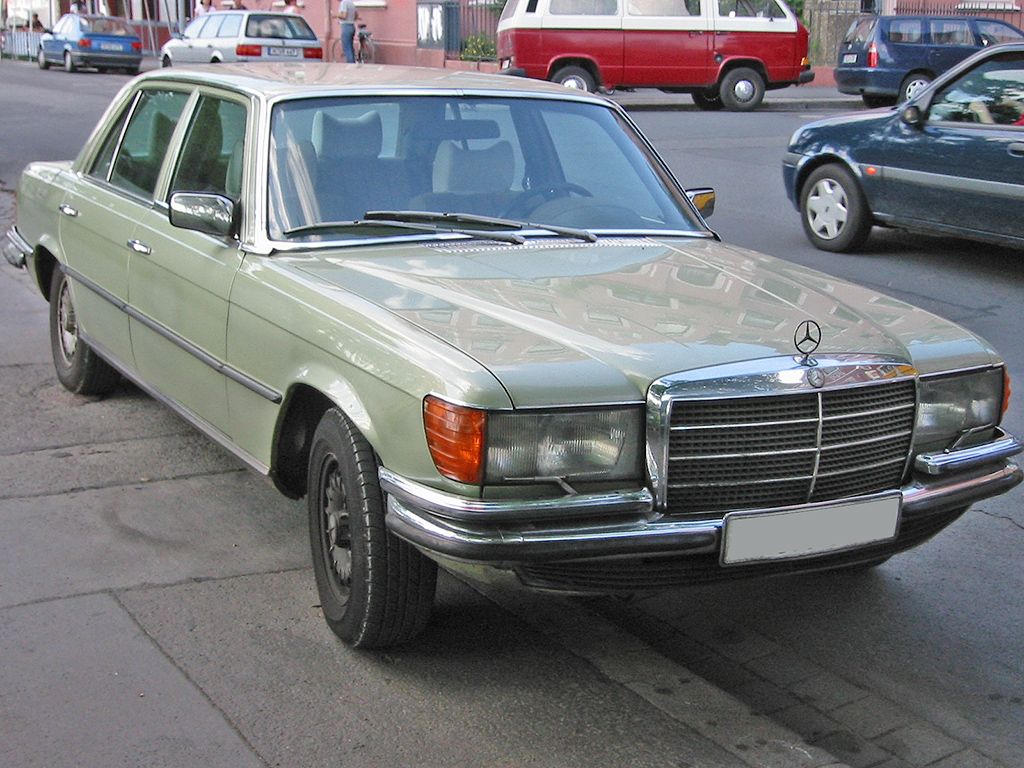
W116

W108/W109の後継であるW116は1972年に登場した。このW116から「Sクラス」と名付けられた。前モデルのW108/W109と大きく変わったのが、外見のデザインである。特に、ヘッドライトはW108/W109が縦目のヘッドライトだったのに対し、W116は現在の乗用車と同じような横長の異型ヘッドライトを採用している。ターンシグナルレンズは大型化されている。
エンジンは2,800ccの直6、3,500ccと4,500ccのV8に加え、戦後最大級となる6,900ccのV8エンジンがラインナップされていた。この他米国とカナダ向けの3,000cc直5ターボディーゼルエンジンもあった。
安全面では交通事故の衝撃から乗員を守るパッセンジャーセルをはじめ、リア車軸上に設置されたフューエルタンク、運転者の傷害を軽減する4本スポーク・ステアリングなどの採用がある。さらに1978年にはボッシュ製の電子制御ABS（前輪）のオプションが新たに設定された。
全世界で473,035台売れ、歴代SクラスではW126・W222・W220の次に売れたモデルとなっている。

### 2代目 W126（1979年-1991年）

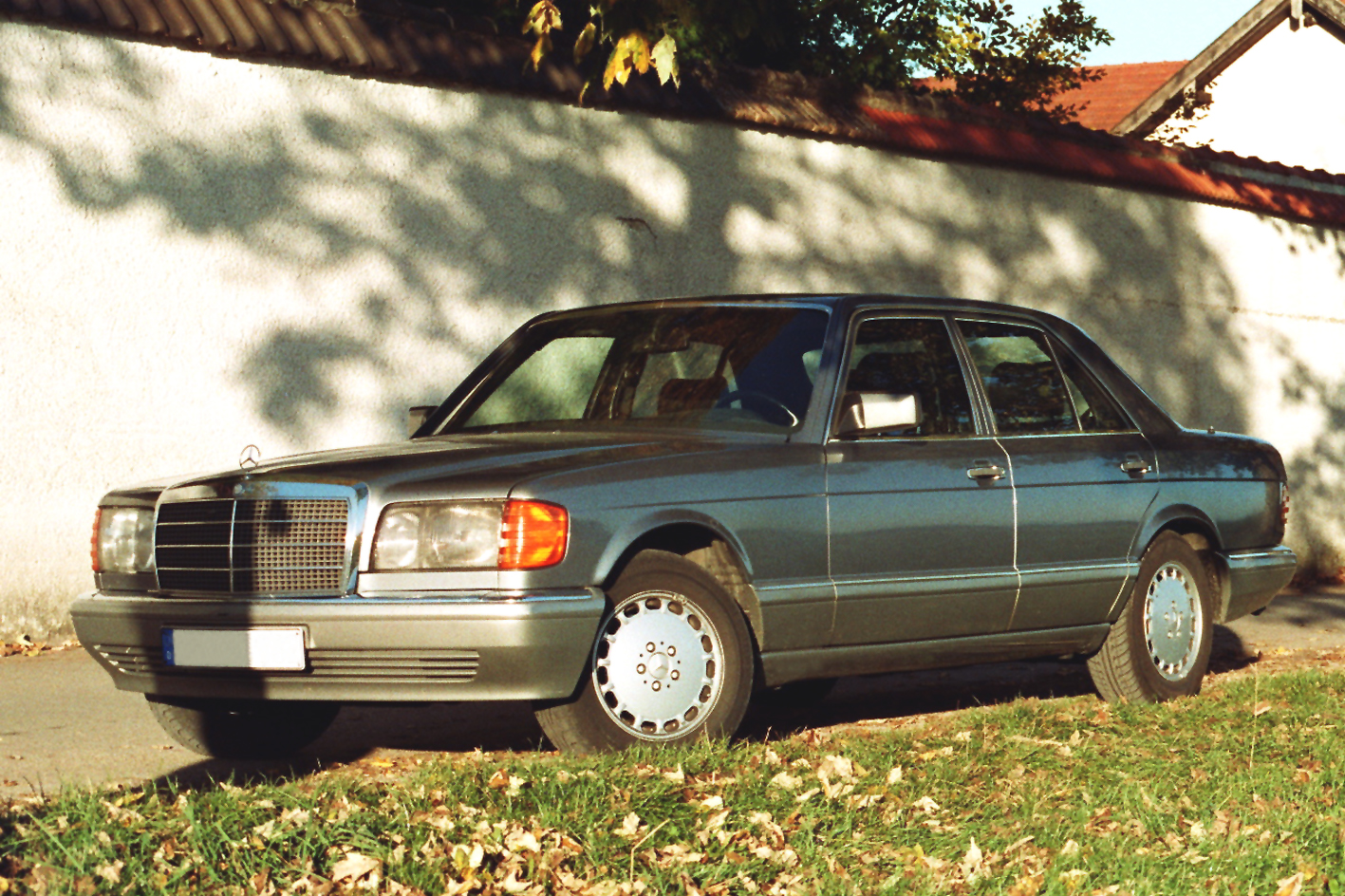
W126

1979年9月にフランクフルトモーターショーで初公開された。側面には「サッコプレート」と呼ばれる大型のプロテクターが付き、他車のデザインにも少なからず影響を与え、流行のスタイルとなった。ドアサッシュはボディと同色に塗られ、メッキモールディングが施されている。歴代モデルでは、最長の12年間の長きにわたって製造・販売された。
主な安全機構に、エアバッグや衝突時にシートベルトを巻き上げる「シートベルトプリテンショナー」がある。500SELには「ハイドロニューマチック・サスペンション」がオプション設定される。オートマチックトランスミッションは4速となった。
初期のエンジンラインナップは、直6の2.8L、V8の3.8L、同5L、直5ターボディーゼルの3Lであった。
年次改良では直6の2.8Lが3Lに、V8の3.8Lが4.2Lに、同じくV8の5Lが5.6Lに排気量アップされ、直5ターボディーゼルの3Lは6気筒化された後、3.5Lに排気量アップしている。
他国の初期仕様は本国仕様とパワーの差や排気量の差が大きかったため、380SELまでしか正規で導入されていなかった時代はアメリカ国内でも並行輸入車を買い求めるオーナーも少なくなかった。
全世界のW126の総販売台数は818,063台。12年間販売されたためであるが、年間の販売台数に換算しても歴代トップの売れ行きである。

### 3代目 W140（1991年-1998年）

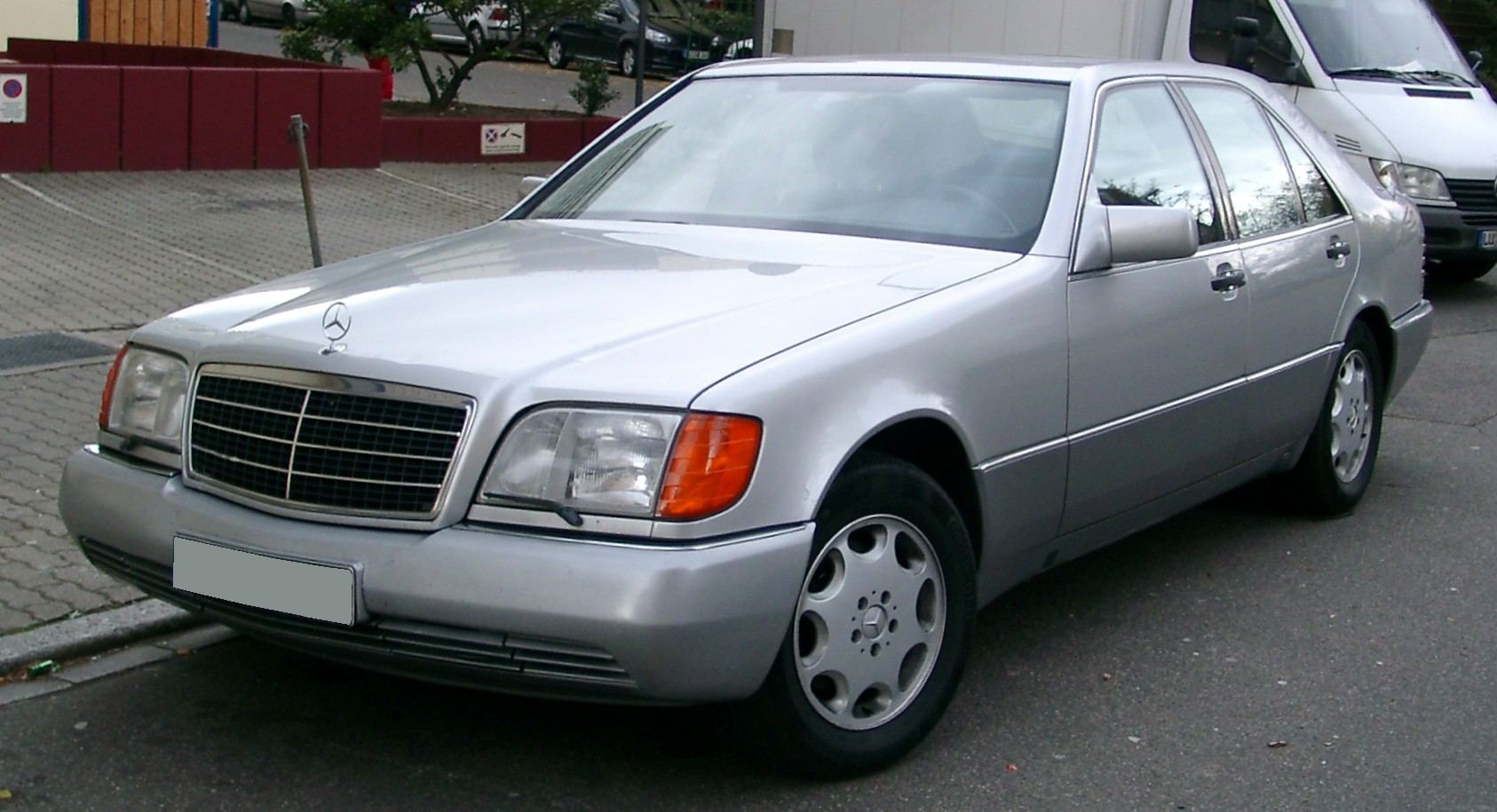
W140

フロントマスクは先代のデザインを継承しつつも、傾斜のきついスラントノーズとなり、W126の気品さとは一味違う、押し出しのある力強いデザインとなった。センターピラーはブラックアウトされ、ドアサッシュはボディと一体化したフラッシュサーフェス構造となり、空気抵抗の軽減を図っている。サイドウィンドウは2重となった。大きく重くなった車体は、欧州の環境保護団体から攻撃されたために販売は好調とは言えなかった。
1994年の後半にマイナーチェンジが実施され、モデル名表記が変更され、従来の500SELから、S500等となった。外装面では、従来アンバー色だったフロントターンシグナルレンズがクリア化された。ただし、米国仕様の場合、灯火規定で一部がアンバー色となっている。テールレンズのデザインも変更された。V12エンジン車のグリルは、目の細かいグリルに変更されている他、車体の軽量化も図られた。
W140の発売当初、欧米ではV12エンジンは人気がなく低排気量エンジンが好まれた。EクラスがW210にモデルチェンジするまでは、同じ価格帯のEクラスとSクラスを比較した場合、Sクラスの下位モデルを選ぶ傾向が多かった。
全世界の総販売台数は406,532台であった。

### 4代目 W220（1998年-2005年）

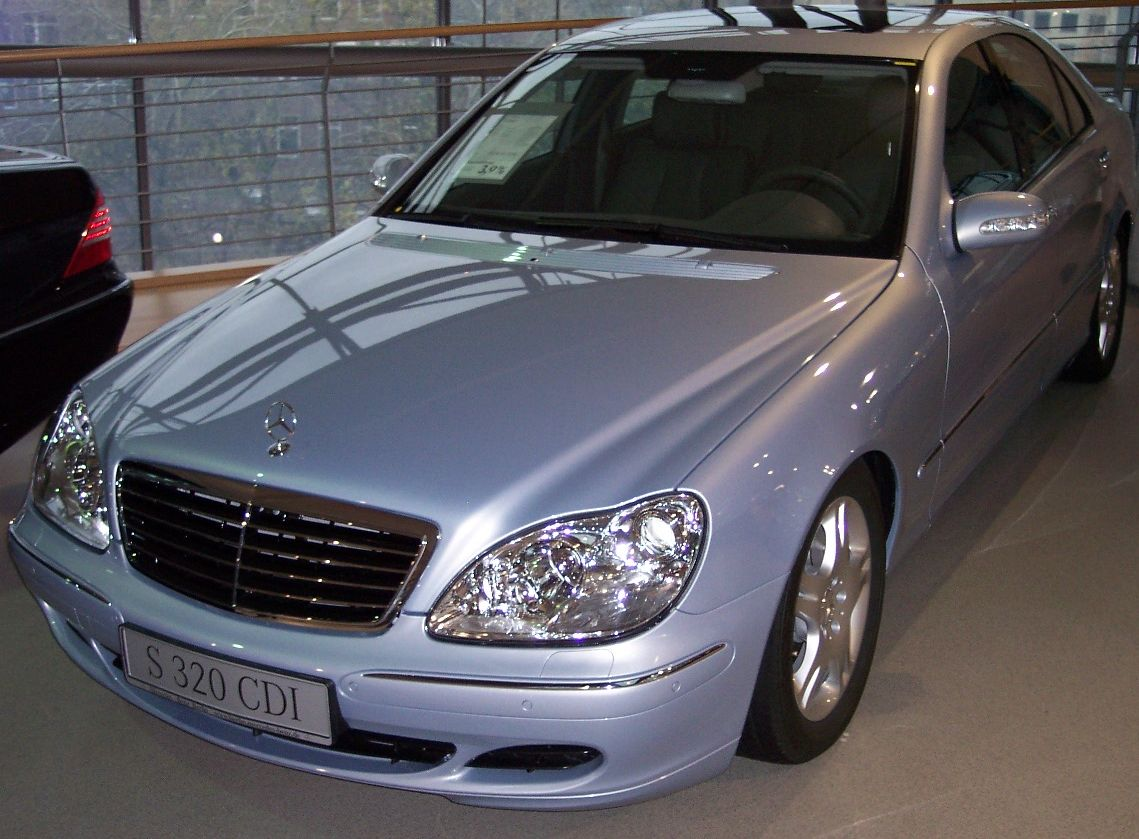
W220

販売面で不振だった先代モデルの反省により、大幅にコンセプトを見直したモデルである。ボディサイズはW140より一回り小さくなり、フロントマスクは小さめのラジエターグリルと丸みを帯びたヘッドランプで、威圧感を与えないフレンドリーな外観となっている。重量増の一因となっていた二重窓の空気層がなくなって窓が薄くなり、ドアはプレスドアとなっている。室内は、W140に比べ広くなっている。
装備面では「ナビゲーションシステム」の導入や、余分な燃料消費を抑えるため、シリンダーを一部カットする「アクティブシリンダー」の採用などがある。また、Sクラスでは初の四輪駆動車である「4MATIC」が登場した。
W220は高額な車種であるにもかかわらず、先代モデルより親しみやすいデザインとサイズになったため、総生産台数が48万5,000台と、販売面では好調だった。
一方、メルセデス・ベンツの内装を特徴付けていた実用性の高さ（誰が乗っても戸惑わない確実さ）は大幅に下がり、構成部品も一部簡略化され、革の材質をはじめとする内装の質感も同様にコストダウンされた。なお、マイナーチェンジ後の後期型では品質改善がなされている。
S500後期型で世界初の電子制御7速AT、7Gトロニックが登場したが初期のモデルはEGSカプラーを起因とする故障が多かった。

### 5代目 W221（2005年-2013年）

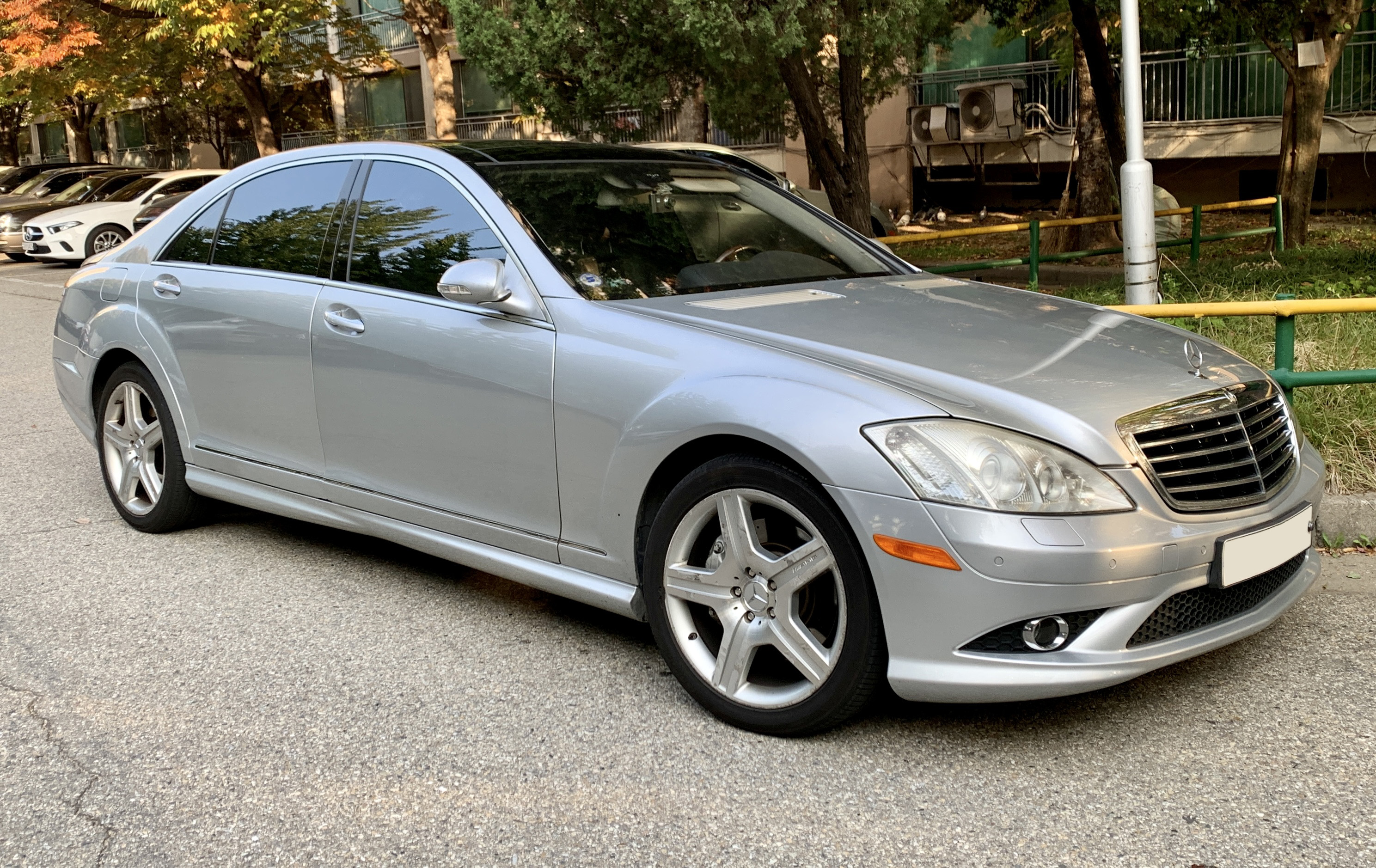
W221

W221は、2005年9月のフランクフルトモーターショーでデビュー。日本では、同年10月より販売を開始した。
先代のW220の反省からよりぜいたくに、Sクラスらしい品格を取り戻している。ボディサイズは拡大されたが、前後が絞られサイズの割にはやや小ぶりに見える、オーナードリブンカーを意識したデザインになっている。大きめのキャビンと短めのトランクリッドは世界のトレンドに沿ったものとなった。
先代モデルと違い、センターコンソールからシフトレバーがなくなりコラムシフトとなる。
新設計の3.5L V6 M272エンジンと5.5L V8 M273エンジンは、パワーアップと低燃費化が図られている。このほか5.5L V12ツインターボエンジンもラインナップされる。ディーゼルエンジンの設定もあるが、日本仕様にはない。
尚、V6とV8には電子制御7速ATの7Gトロニックが採用されたが、V12は許容トルクの関係で最終型まで5速のままであった。

### 6代目 W222（2013年-2020年）

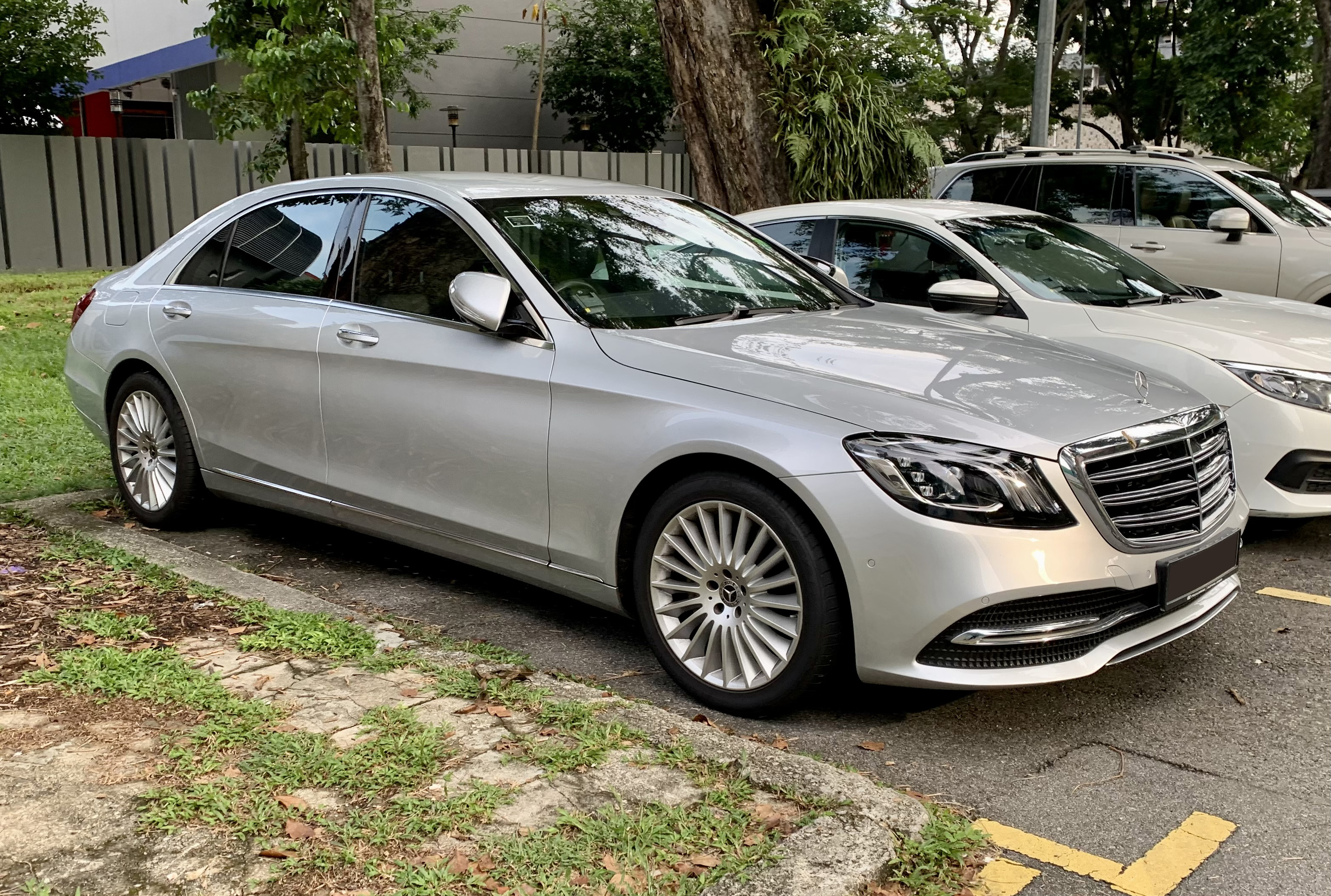
W222

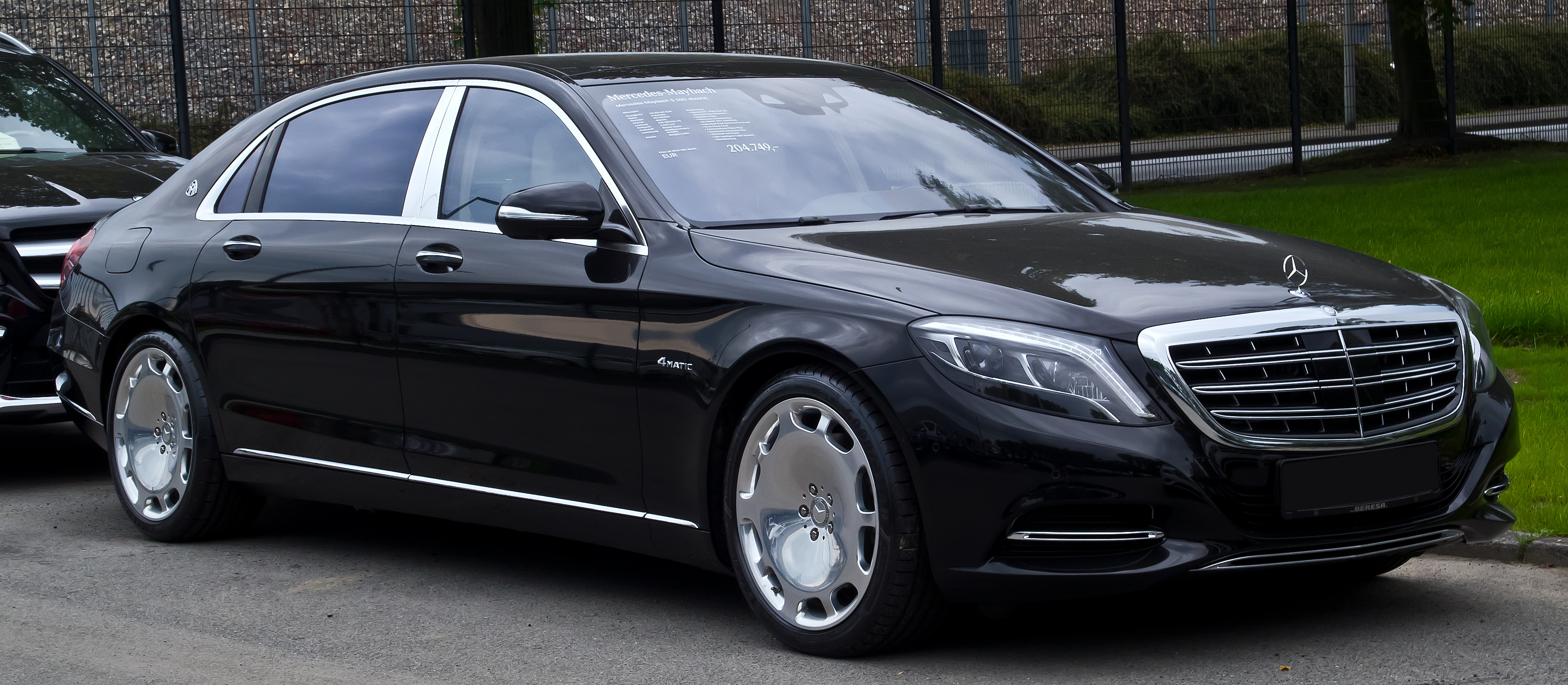
メルセデス・マイバッハ S500 4MATIC

W222は2013年5月15日に発表され、同年8月23日に日本でも発表された。日本では同年10月より受注が開始され、11月上旬から顧客へ順次納車された。
ヘッドライトを含め、すべてLEDが使われている。先代モデルよりも直立した大型のグリルと、クーペを思わせる流れ出る優雅なルーフラインが特徴。
「マジックボディコントロール」がオプションで用意される。フロントガラスに付いているステレオカメラで路面の凸凹を即座に判断し、サスペンションのダンパーを制御することが可能。
ドイツ本国では、3リッターV型6気筒ディーゼルターボエンジンの「S350 BLUETEC」が用意されるが、日本では導入されない。2.2リッター直列4気筒ディーゼルエンジン+モーターモデルについては2015年8月27日に「S 300 h」として日本でも導入されることとなった。
ボディータイプは、ショートホイールベースモデルとロングホイールベースモデルの2種類がある。また、2014年にはこのモデルに追加される形で、いったん生産終了されていたマイバッハがメルセデスのサブブランド「メルセデス・マイバッハ」として復活している。
ガソリンエンジンは、V6 3.5リッターは直噴化され出力向上と燃費の両立を、
V8は先代の5.5リッターからダウンサイジングされ4.7リッターとなったが、ツインターボ化され出力は逆に向上している。
V12に関してはSOHCのままではあるが、排気量は5.5リッターから6.0リッターとなり、W221の時代には許容トルクの問題で難しいとされていた7Gトロニックとの組み合わせが実現している。
W222後期モデルからはV12を除くモデルで、最新の9速AT 9Gトロニックが採用され更に動力性能と燃費を高い次元で両立した。

### 7代目 W223 (2020年-)

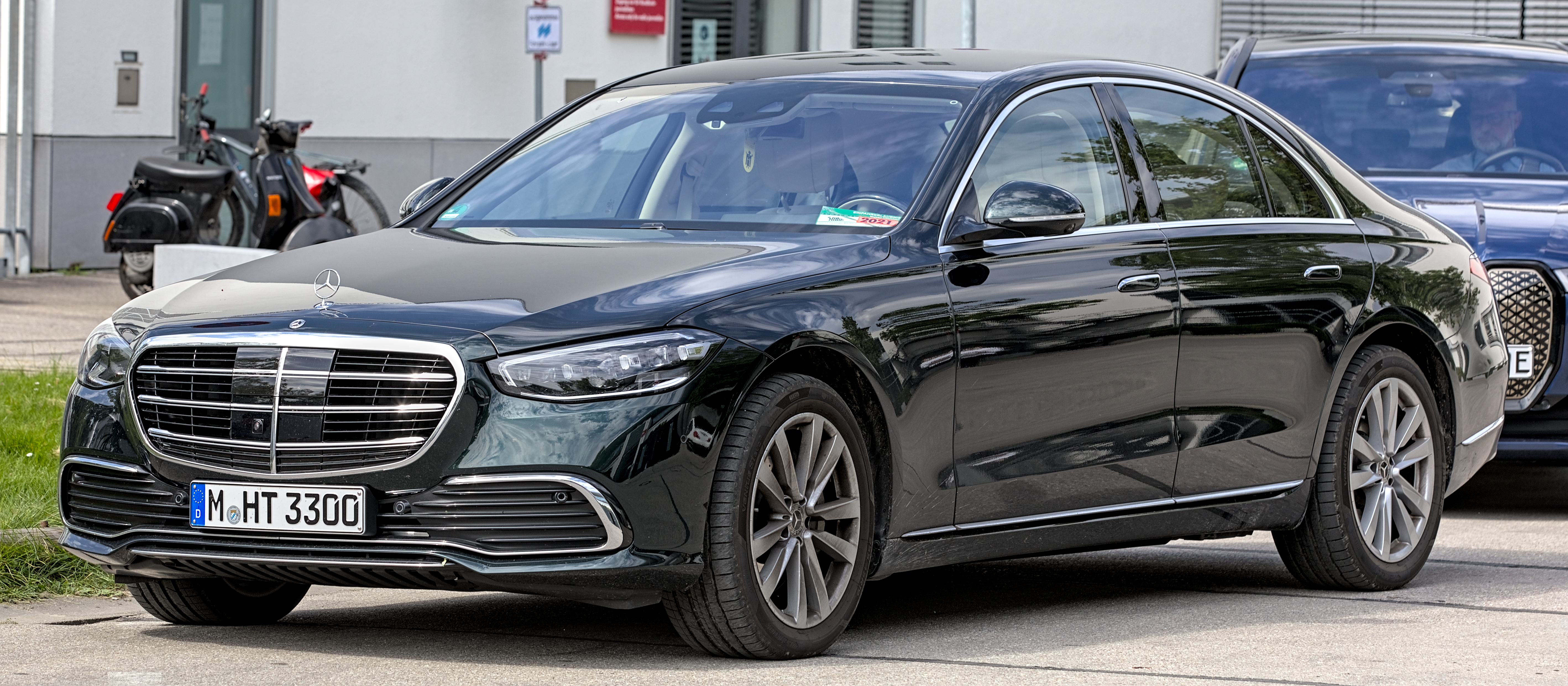
W223 外装

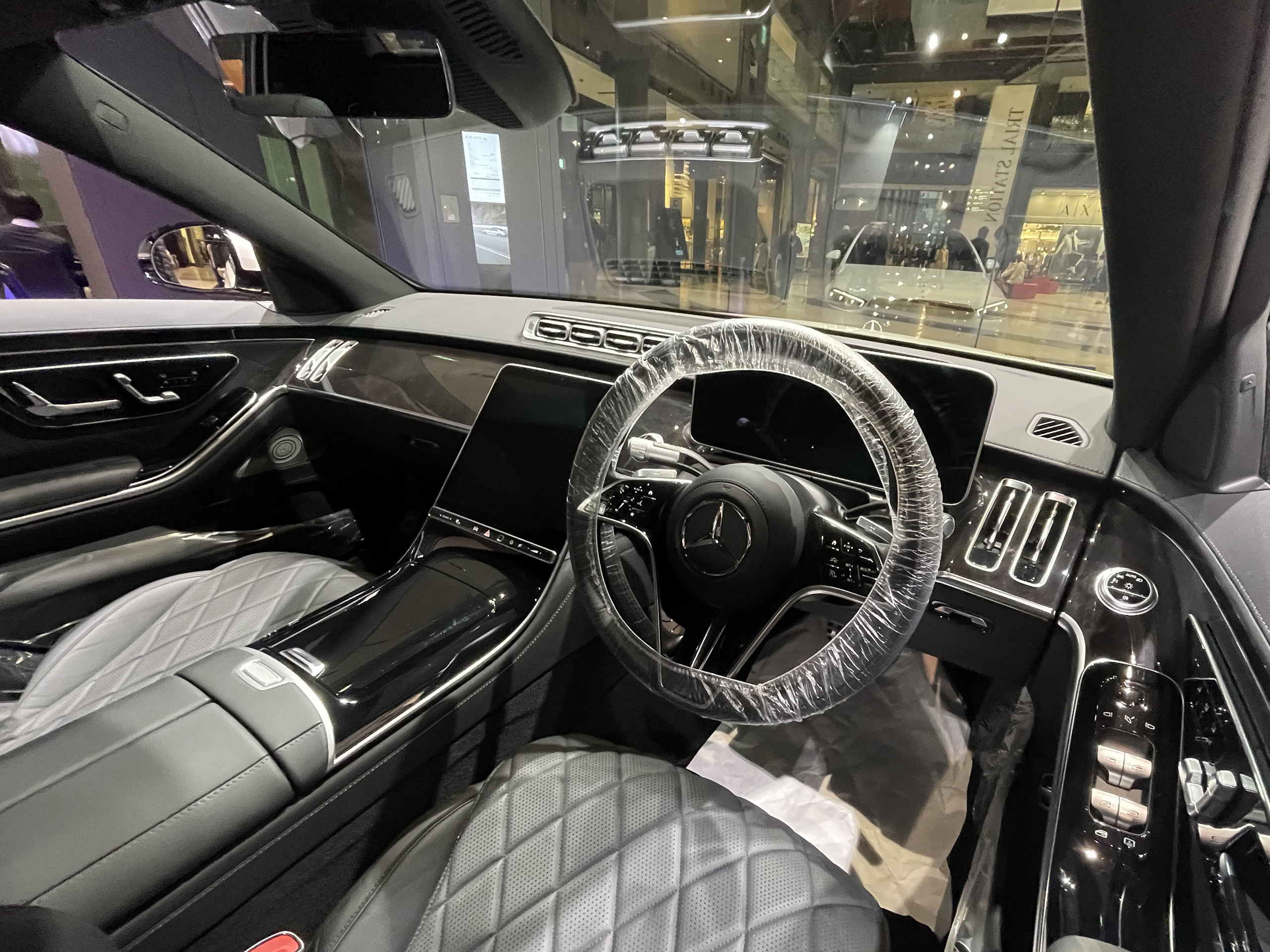
W223 内装

2020年9月2日、本国で発表。日本市場では2021年1月28日より販売を開始した。
8年ぶりのフルモデルチェンジとなるW223は、Sensual Purity （官能的純粋）を追求したデザインに人間中心の最新技術、メルセデスが追い求める安全性の更なる追求など、 現代に求められるラグジュアリーを再定義したモデルと位置付けられている。
エクステリアは、先代よりもラインやエッジを大幅に削減。曲線を描く彫刻的な面によって特殊な陰影が生み出され、シンプルかつクリーンでありながら存在感を放つデザインとなっている。
インテリアには、12.8インチの縦型有機EL（OLED）メディアディスプレイを配置し、デジタルとアナログの美しい調和を図っている。対話型インフォテインメントシステム「MBUX」も備わる。
後席左右のSRSリアエアバッグや、フロントウィンドウに投影可能なAR（拡張現実）ナビゲーションなど、世界初の技術も惜しみなく投入されている。格納型のドアハンドルはメルセデスで初採用となる。後輪操舵システム「リア・アクスルステアリング」も新たに装備し、小回り性能をさらに高めている。
メルセデス・マイバッハ・Sクラス（Z223）は初のフルモデルチェンジを実施。日本市場では2021年7月1日より販売を開始。メルセデス･ベンツによる最新鋭のテクノロジーを備え、ゆったりとくつろげる室内空間にプレステージ感あふれるデザインとクラフトマンシップにより仕上げられた高級素材を随所に取り入れた。ロングホイールベース仕様から180mm延長されたホイールベース分の全てが後席スペースの拡充に充てられた。リアドアの電動開閉機能やアクティブロードノイズキャンセレーション機能といった快適装備を多数搭載した。